# Oricon
Oricon, Inc. (japonsky: 株式会社オリコン, Kabušiki-gaiša Orikon), je společnost v čele s japonskou korporační skupinou, založená roku 1999, která vytváří statistiky a poskytuje informace o hudbě a hudebním průmyslu v Japonsku. Společnost původně vznikla v roce 1967 jako Original Confidence Inc. (株式会社オリジナルコンフィデンス, Kabušiki-gaiša Orijinaru Konfidensu). Jejím zakladatelem byl Sōkō Koike a stala se známou díky svému uveřejňování hitparád.
Pro sestavování žebříčků jsou sbírána data asi z 3 020 prodejních míst (leden 2008), na jejichž základě vznikají žebříčky prodejnosti hudebních nosičů CD, DVD, elektronických her a dalších zábavních produktů založených na týdenním shrnutí. Výsledky jsou pak zveřejňovány každé úterý a publikovány v Oricon Style.

## Hitparády (charts)

### Současnost
- Singles Chart (1968–)
- Albums Chart (1987–)
- Karaoke Chart (1987–)
- Tracks Chart (2004–)
- DVD Chart (1999–)
- Long Hit Album Catalogue Chart (2001–)

### Minulost
- LP Chart (1970–1989)
- Compact Cassette Chart (1974–1989-11-27)
- MiniDisc Chart (neznámé)
- LaserDisc Chart (neznámé–2000-02-07)
- Video High Density Chart (neznámé–1989-11-27)
- Cartridges Chart (1974-12-02–1978-04-24)
- Sell-Video Chart (1974-02-06–2005-05-30)
- All-Genre Formats Ranking (1984-05-24–2001-04-02)
- Game Soft Chart (1995-02-20–2005-11-28)
- Comics Chart (1995-02-06–2001-03-26)
- New Media Chart (leden 2004–2005)

## Největší prodejnost singlů
| Pořadí | Rok  | Název                               | Umělec                                                          | Prodejnost |
| ------ | ---- | ----------------------------------- | --------------------------------------------------------------- | ---------- |
| 1.     | 1975 | Oyoge! Taiyaki-kun                  | Masato Shimon                                                   | 4 547 mil  |
| 2.     | 1972 | Onna no Michi                       | Shiro Miya a Pinkara Trio                                       | 3 256 mil  |
| 3.     | 2000 | Tsunami                             | Southern All Stars                                              | 2 934 mil  |
| 4.     | 1999 | Dango 3 Kyodai                      | Kentarō Hayami, Ayumi Shigemori, Himawari Kids, Dango Gasshōdan | 2 918 mil  |
| 5.     | 1992 | Kimi ga Iru Dake de                 | Kome Kome Club                                                  | 2 895 mil  |
| 6.     | 1991 | Say Yes                             | Chage & Aska                                                    | 2 822 mil  |
| 7.     | 1994 | Tomorrow Never Knows                | Mr. Children                                                    | 2 766 mil  |
| 8.     | 1991 | Oh! Yeah!/Love Story wa Totsuzen ni | Kazumasa Oda                                                    | 2 587 mil  |
| 9.     | 2003 | Sekai ni Hitotsu dake no Hana       | SMAP                                                            | 2 573 mil  |
| 10.    | 1995 | Love Love Love/Arashi ga Kurü       | Dreams Come True                                                | 2 488 mil  |

## Největší prodejnost hudební alb
| Pořadí | Rok  | Název                   | Umělec             | Prodejnost |
| ------ | ---- | ----------------------- | ------------------ | ---------- |
| 1.     | 1999 | First Love              | Hikaru Utada       | 7 650 215  |
| 2.     | 1998 | B'z The Best "Pleasure" | B'z                | 5 135 922  |
| 3.     | 1997 | Review                  | Glay               | 4 875 980  |
| 4.     | 2001 | Distance                | Hikaru Utada       | 4 469 135  |
| 5.     | 1998 | B'z The Best "Treasure" | B'z                | 4 438 742  |
| 6.     | 2001 | A Best                  | Ayumi Hamasaki     | 4 301 353  |
| 7.     | 1996 | Globe                   | Globe              | 4 136 460  |
| 8.     | 2002 | Deep River              | Hikaru Utada       | 3 604 588  |
| 9.     | 2000 | Delicious Way           | Mai Kuraki         | 3 530 000  |
| 10.    | 1998 | Time to Destination     | Every Little Thing | 3 520 330  |